# Parafroneta hirsuta
Parafroneta hirsuta là một loài nhện trong họ Linyphiidae.
Loài này thuộc chi Parafroneta. Parafroneta hirsuta được A. David Blest & Cor J. Vink miêu tả năm 2003.